# 碧雅翠絲·波特藝廊
碧雅翠絲·波特藝廊（英語：Beatrix Potter Gallery）是英國坎布里亞郡湖區霍克斯海的一個藝廊，由國家名勝古蹟信託營運，展出女作家碧雅翠絲·波特的部分原畫作品:146。這裡之前曾經是波特的丈夫威廉·希利斯律師的辦公室，後來國家名勝古蹟信託將其改為藝廊。1970年成為英國二級登錄建築。

## 外部連結
- 在國家名勝古蹟信託上的頁面 （页面存档备份，存于）（英文）

54°22′31″N 2°59′54″W / 54.375169°N 2.998279°W